# علی ابوالحسنی (بازیگر)
علی ابوالحسنی (زادهٔ ۳۱ تیر ۱۳۵۱ – درگذشتهٔ ۱۰ اسفند ۱۳۹۸) ازیگر تئاتر و تلویزیون، و مجری اهل ایران بود. او بازیگر مجموعه‌های طنز تلویزیون در دههٔ ۷۰ بود.
علی ابوالحسنی بازیگری در تلویزیون را با سریال جنگ ۷۷ و برخی دیگر از مجموعه‌های طنز مهران مدیری در دههٔ ۷۰ آغاز کرد. وی در دههٔ ۸۰ از فضای طنزهای تلویزیونی فاصله گرفت و به اجرا و برنامه‌سازی به‌خصوص در شبکه‌های استانی روی آورد.

## آثار
علی ابوالحسنی در آثاری همچون جنگ ۷۷، تلاقی، ملک پدری، آقای زرنگ، نامزد آمریکایی من، رستوران خانوادگی، مانی و ندا، دنیای وارونه، ابراهیم خلیل‌الله، از این‌جا تا اون‌جا، ارمغان تاریکی، روزگار جوانی، بابا من زن بگیر نیستم، شاه خاموش، تهران ۱۵۰۰، معمای شاه، تتل و راز صندوقچه، سیگنال موجود است و در نون خ۲ به عنوان بازیگر، چهره‌پرداز و جانشین تهیه‌کننده حضور داشته‌است.

## زندگی‌نامه
ابوالحسنی فارغ‌التحصیل کارشناسی رشتهٔ بازیگری از دانشگاه هنر و معماری بود. وی فعالیت خود را از تئاتر شروع کرد و سپس وارد بازیگری شد و مدتی هم به اجرای برنامه‌های تلویزیونی پرداخت.

### تئاتر
فعالیت خود را به‌صورت جدی از سال ۱۳۶۹ از انجمن نمایش کرمانشاه با تئاتر و کنار عارف لرستانی شروع کرد. پس از مدتی با مهران مدیری آشنا شد و بیشتر در سریال‌های او به ایفای نقش پرداخت.

### تحصیل در دانشگاه
بعد از سپری کردن سربازی در سال ۱۳۷۴ به همراه عارف لرستانی وارد دانشگاه شد. وی در دانشگاه با افرادی چون کامبیز دیرباز، حمید گودرزی و حسام نواب صفوی هم‌کلاس بود.

### تلویزیون
سریال جُنگ ۷۷ از مهم‌ترین کارهای تلویزیونی او به‌شمار می‌آید که در سال ۱۳۷۷ از شبکهٔ سوم سیما پخش می‌شد. جُنگ ۷۷ نام مجموعه-ای تلویزیونی به کارگردانی مهران مدیری بود که به‌صورت روزانه پخش می‌شد. علی ابوالحسنی در این مجموعه در کنار بازیگرانی چون مهران مدیری، حمید برزگر، عارف لرستانی، بیژن محتشم، لاله صبوری، سروش صحت، یوسف جاوید و محمدرضا عرفانی قرار گرفت و ایفای نقش نمود. وی تا سال ۱۳۸۱ با مدیری همکاری موفقی را تجربه نمود.
آخرین کار بازیگری وی نیز چند روز پیش از درگذشتش در سریال نون خ۲، به کارگردانی سعید آقاخانی، در نقش رئیس کلانتری کرمانشاه بود.

### توقف کار در تلویزیون
او در دهه ۱۳۸۰ از طنزهای تلویزیونی فاصله گرفت و به اجرا و برنامه‌سازی در شبکه‌های استانی رو آورد. او در مورد توقف فعالیتش در این دوره گفت:
مسائلی پیش آمد و من و مهران از هم جدا شدیم که بعد از آن ماجرا در سال ۱۳۸۱ هر قراردادی می‌نوشتم کارم کنسل می‌شد. نمی‌گویم مهران مدیری باعث کم‌کاری‌ام بود، خودم هم نفهمیدم چرا بعد از سوءتفاهمی که بین من و مهران به‌وجود آمد قراردادهایم در دقیقهٔ آخر جلویش گرفته می‌شود.
او در خصوص نقش مهران مدیری در موفقیت هنری خود گفته بود:
«بچه کرمانشاه بودم و جوان بودم و سرم باد داشت؛ اما اگر الآن بود باز آن کارها را نمی‌کردم؛ ولی همیشه همه جا گفته‌ام که دار و ندارم از هنر را از مهران مدیری دارم.»

### ورود مجدد به اجرا
مدتی بعد دنبال تله فیلم رفت. از جمله فعالیتش در سینما، بازی در فیلم سینمایی «مانی و ندا» است؛ اما حضور او در دهه ۱۳۸۰ و ۱۳۹۰ در کارهای طنز تلویزیون رو به کاهش رفت. از کارهای تلویزیونی غیرطنز او می‌توان به «ارمغان تاریکی» و «معمای شاه» اشاره کرد.
وی در فعالیت جدیدی که از سال ۱۳۹۶ داشت اجرای برنامه «شب خند» در شبکه زاگرس را بر عهده داشت. علاوه بر این، در برنامه‌های «سفر دیگر» به عنوان مجری و «شهرداری تا شهر» به‌عنوان نویسنده و مجری که از شبکه‌های سراسری پخش می‌شوند، حضور داشت و مدتی بود که به کرمانشاه بازگشته و مدیریت کافی‌شاپ کوچک به نام «کاپ» را نیز در محله ۲۲ بهمن به عهده داشت.

### خانواده
او دارای یک فرزند پسر با نام طاها بود.

## درگذشت
علی ابوالحسنی روز شنبه ۱۰ اسفند ۱۳۹۸ به دلیل بیماری قلبی در بیمارستان قلب امیرآباد تهران دار فانی را وداع گفت.